# Mainburg
Mainburg (pronunciación en alemán: /ˈmaɪ̯nbʊʁk/ⓘ) es una ciudad situada en el distrito de Kelheim, en el estado federado de Baviera (Alemania). Tiene una población estimada, a fines de 2023, de 15 517 habitantes.